# Gorgona
En la mitología griega, una gorgona —o gorgonas en plural— (en griego antiguo γοργώ, gorgō o γοργών, gorgōn, esto es «terrible» u «horrendo») era un despiadado monstruo femenino a la vez que una deidad protectora procedente de los conceptos religiosos más antiguos. Su poder era tan grande que cualquiera que intentase mirarla quedaba petrificado, por lo que su imagen se ubicaba en todo tipo de lugares, desde templos a cráteras de vino, para propiciar su protección. La gorgona llevaba un cinturón de serpientes, entrelazadas como una hebilla y confrontadas entre sí. La gorgona ocupaba el lugar principal del frontón del Templo de Artemisa en Corfú. Se trata de una de las más antiguas expresiones de escultura en un frontón de Grecia, estando fechado c. 600 a. C. 
A menudo se utiliza el término en singular, la Gorgona, para referirse solamente a Medusa. Higino es el único autor que se refiere en masculino al Gorgon o Gorgón, como un patronímico para referirse a las gorgonas. Los mitos sobre catasterismos nos hablan de la 'gorgona Aix', que mezcla elementos de la gorgona y la égida.

## Características y variantes
Homero nos habla de una sola gorgona pero Hesíodo ya habla de tres: Medusa (Μέδουσα), Esteno (Σθεννώ) y Euríale (Εὐρυάλη). Medusa, única mortal de ellas, tenía serpientes venenosas en lugar de cabellos como castigo por parte de la diosa Atenea. Esta imagen se hizo particularmente famosa gracias a Las metamorfosis de Ovidio, si bien la gorgona aparece en los registros escritos más antiguos de las creencias religiosas de la antigua Grecia, como en las obras homéricas. Además en la Odisea se vincula a la gorgona con el inframundo.
En cuanto a la ascendencia de las gorgonas se dice que estas eran hija de Forcis y Ceto. Higino primero dice que de Gorgon y Ceto nacieron Esteno, Euríale y Medusa; que del gigante Tifón y Equidna nacieron, entre otros, la gorgona; y también que Medusa es hija de Gorgon. Eurípides alega que la gorgona es hija de Gea, sin especificar el consorte.  Una versión tardía nos dice que las tres gorgonas eran hijas de Forcis y la ninfa Cretis o Crétide.
Sobre el lugar donde moraban las gorgonas, tampoco hay una tradición establecida. Hesíodo dice que viven al otro lado del ilustre Océano, en el confín del mundo hacia la noche, donde se encuentran las Hespérides.  La Cipria supuestamente dice que viven al otro lado del Océano, en una isla rocosa llamada Sarpedón. Esquilo dice que vivían en las llanuras gorgóneas de Cístene  y también en el lago Tritonis, al norte de África.  Finalmente Píndaro dice que moraban en las tierras de los Hiperbóreos.
Sobre su capacidad de petrificar y las serpientes por cabellera ya las fuentes arcaicas discrepaban. Algunos dicen que solo Medusa tenía esa capacidad y otros que las tres gorgonas podían petrificar. Aunque siempre se asocia a Medusa con la cabellera de serpientes en otras fuentes se dice que todas las gorgonas eran aladas y poseían serpientes por cabellos.

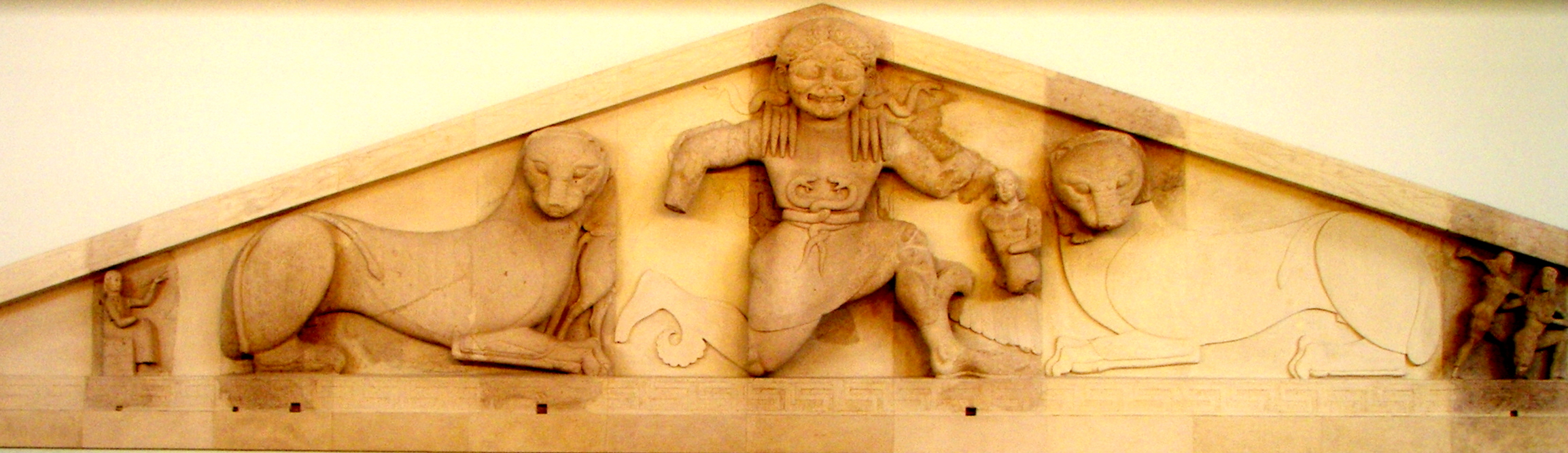
La gorgona, flanqueada por leonas y mostrando su cinturón de serpientes, tal como aparece en el frontón del templo del a. C. expuesto en el Museo Arqueológico de Corfú.

## Textos clásicos

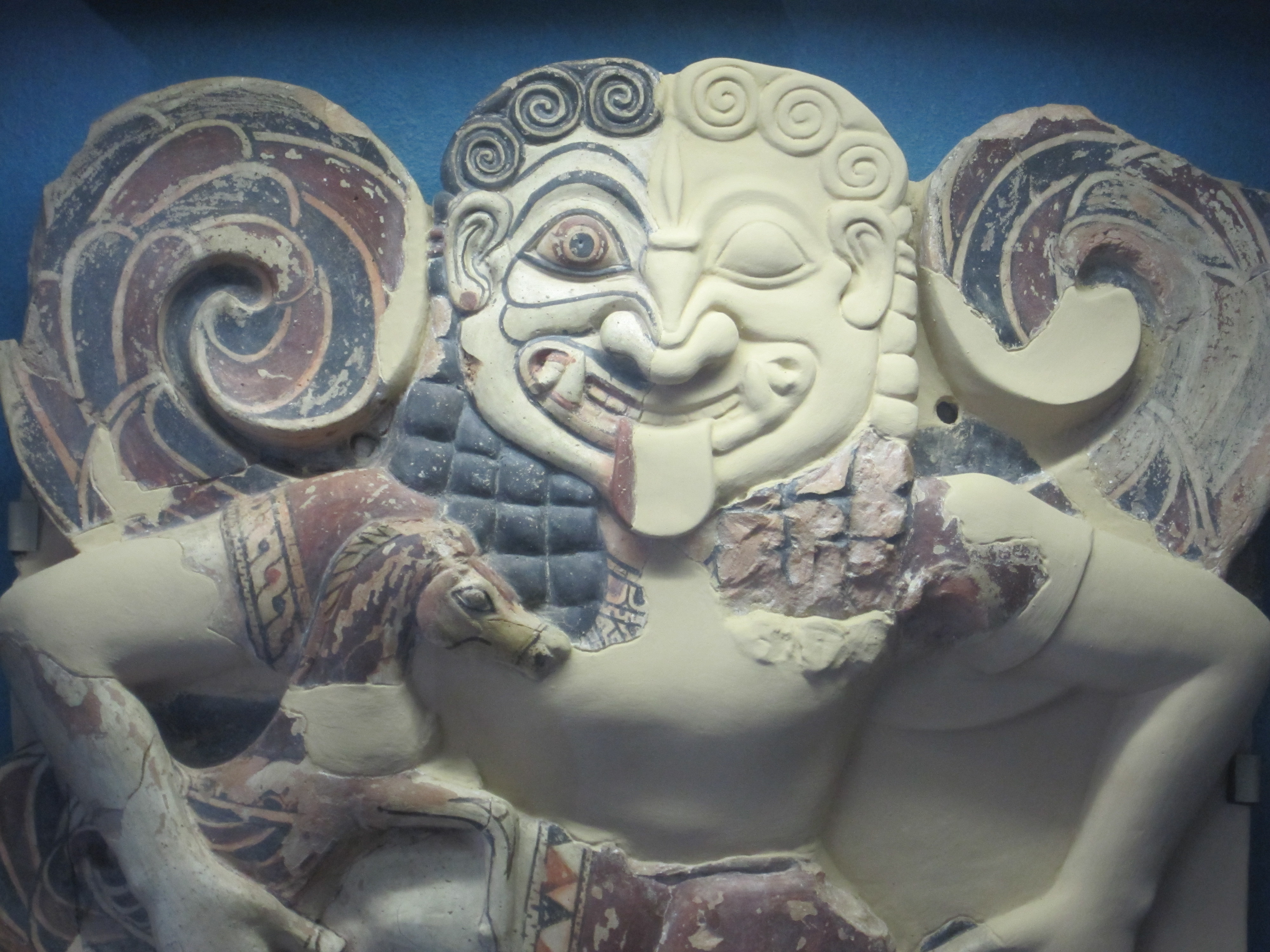
Representación de una gorgona con su hijo, Pegaso, del siglo VII a. C. Museo arqueológico regional Paolo Orsi, Siracusa.

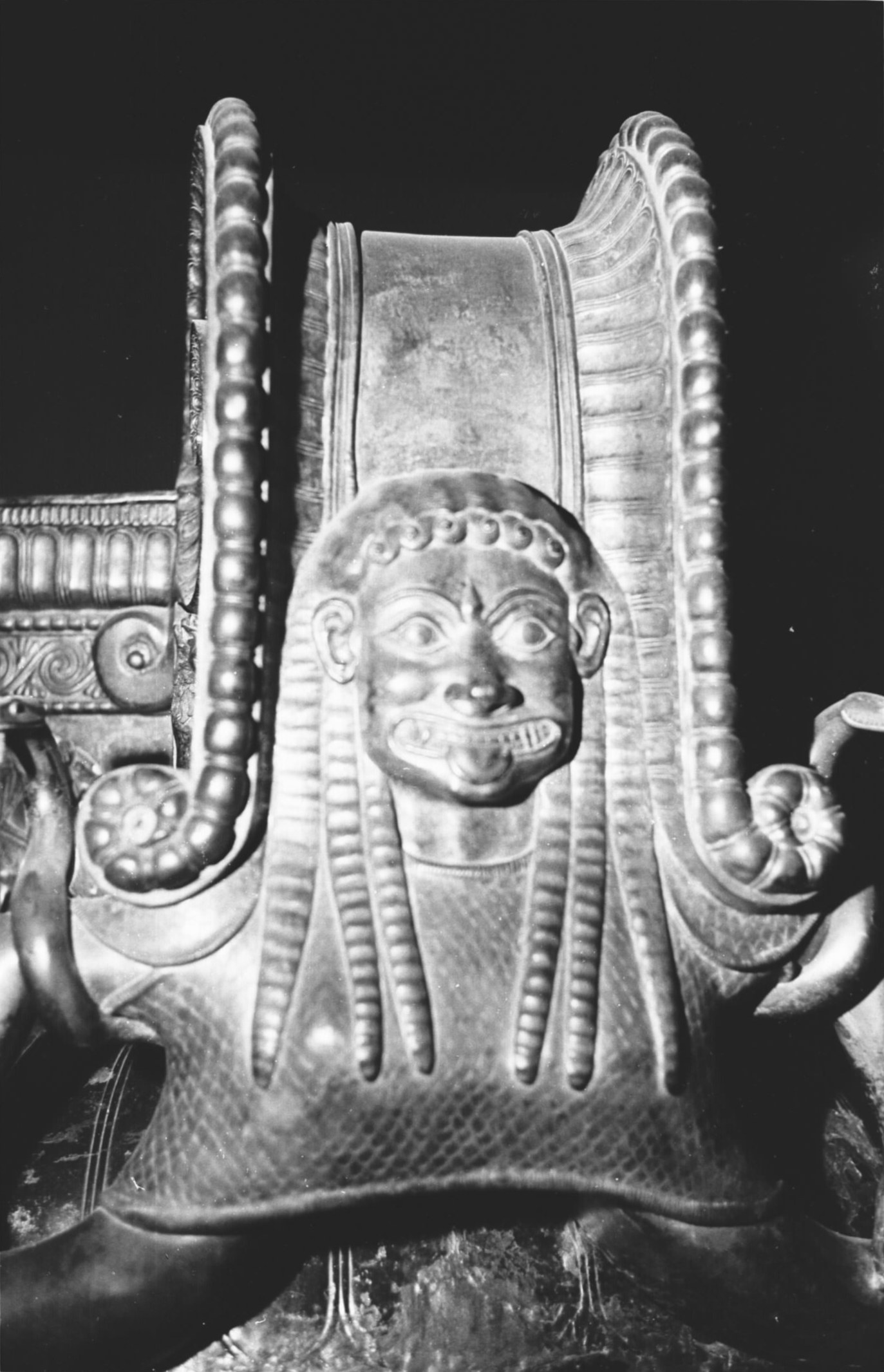
Gorgona en el asa espiral de la crátera de Vix, c. 500 a. C., un artículo comercial o de regalo excavado de la tumba de una mujer en Francia en 1953 por Pierre Jouffroi.

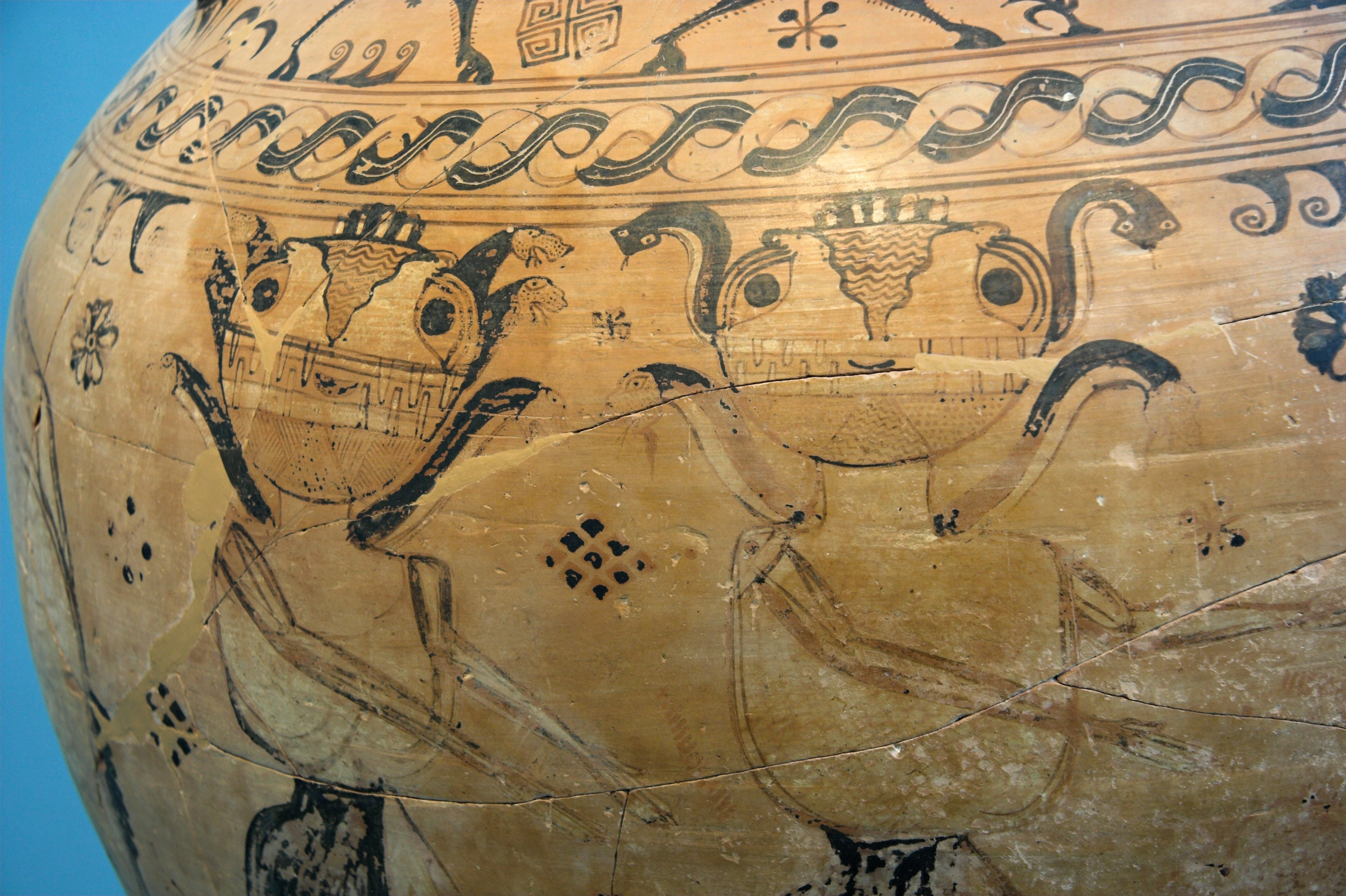
Representación de las gorgonas en un ánfora del a. C. expuesta en el Museo Arqueológico de Eleusis.

Las gorgonas son a veces representadas con alas de oro, garras de bronce y colmillos de jabalí, pero sus atributos más comunes son los dientes y la piel de serpientes. Se decía que los oráculos más antiguos eran protegidos por las serpientes y las imágenes de gorgonas se asociaban a menudo con estos templos. Las leonas y las esfinges también se asociaban frecuentemente a las gorgonas. Su poderosa imagen fue adoptada por las imágenes y mitos clásicos de Zeus y Atenea, quizá como continuación de una iconografía más antigua.
Homero, autor de las fuentes más antiguas, habla solo de una gorgona, cuya cabeza está representada en la Ilíada como sujeta a la égida de Zeus:

Suspendió de sus hombros la espantosa égida floqueada que el terror corona: ... allí la cabeza de la Medusa, monstruo cruel y horripilante, portento de Zeus que lleva la égida.

Su equivalente en la Tierra es un artilugio del escudo de Agamenón:

...y lo coronaba la Medusa, de ojos horrendos y torva vista, con el Terror y el Fobo a los lados.

Aunque la datación de los poemas homéricos siempre ha sido controvertida, se acepta que «la Ilíada y la Odisea datan de finales del siglo IX o principios del VIII a. C., siendo la primera anterior a la segunda, quizá por varias décadas.» Se presume que existieron como una tradición oral que terminó siendo recogida en registros históricos. Incluso en esa época tan temprana la gorgona aparece como un vestigio de los poderes antiguos que precedieron a la transición histórica a las creencias de los griegos clásicos, mostrada en el cofre de Atenea y Zeus.
En la Odisea, la gorgona es un monstruo del inframundo:

...el pálido terror se apoderó de mí, temiendo que la ilustre Perséfone no me enviase del Hades la cabeza de Gorgona, horrendo monstruo.

Sobre el 700 a. C., Hesíodo ya incrementa el número de gorgonas a tres en su Teogonía:
«A su vez Ceto tuvo con Forcis a [...] las gorgonas que viven al otro lado del ilustre Océano, en el confín del mundo hacia la noche, donde las Hespérides de aguda voz: Esteno, Euríale y la Medusa desventurada; esta era mortal y las otras inmortales y exentas de vejez las dos. Con ella sola se acostó el de Azulada cabellera (Poseidón) en un suave prado, entre primaverales flores. Y cuando Perseo le cercenó la cabeza, de dentro brotó el enorme Crisaor y el caballo Pegaso».
Y también las cita en El escudo de Heracles:
«Aquel, el Danaida Perseo, estaba en tensión como quien corre y es presa del miedo. Detrás de él, las gorgonas horrendas e indecibles se precipitaban ansiosas de cogerle. A su marcha sobre el pálido acero, resonaba el escudo con gran estruendo, aguda y sonoramente. En su cintura, dos serpientes flotaban incurvando sus cabezas hacia delante; corno dardos lanzaban su lengua las dos y daban furiosas dentelladas con los dientes, mirando de forma salvaje. Sobre las horribles cabezas de las gorgonas se agitaba un terrible pánico».
Dentro de la tragedia ática también se nos habla de las gorgonas. Eurípides consideraba que «la Tierra parió a gorgona, terrible monstruo», que ayudase a los gigantes en su lucha contra los dioses olímpicos. Esquilo, (c. 525–456 a. C.) por su parte, advierte a Perseo y le encomienda que: «atraviesa el estruendo del mar hasta que hayas llegado a la llanura de las gorgonas, en Cístene, donde habitan las Fórcides [Grayas], tres viejas doncellas con figura de cisne que tienen un ojo y un diente para las tres. Ni el sol con sus rayos las mira jamás, ni de noche la luna. Cerca de ellas hay tres hermanas aladas, con cabellera de serpientes. Son las gorgonas, odiadas por los mortales, pues no hay mortal que, si las mira, conserve el aliento. Tal es la advertencia que te hago».
Según el poeta romano Ovidio (Las metamorfosis), solo Medusa tenía serpientes en el pelo, debido a la maldición de Atenea. Excitado por el color dorado de los cabellos de Medusa, Poseidón la violó en el templo de la diosa, quien enfurecida por la profanación transformó su cabellera en serpientes. Pausanias, el geógrafo del siglo II, da los detalles de dónde y cómo estaban representadas las gorgonas en la arquitectura y el arte griegos.
Parece que Diodoro considera las amazonas, las gorgonas y los atlantes como sujetos históricos en oposición a los personajes de la mitología atlante. Dice que existieron, pues, en Libia, más razas de mujeres belicosas y admiradas grandemente por su valentía: el pueblo de las gorgonas, contra el cual se dice que marchó Perseo, se nos ha transmitido como extraordinario en vigor; el haber llevado a cabo el hijo de Zeus, el mejor de los griegos de su época, la expedición contra ellas como su más grande hazaña, cualquiera lo tomaría como prueba de la superioridad y de la fuerza de las mujeres antes citadas; también la valentía de estas de las que se va a hablar ahora en nuestra historia tiene una superioridad asombrosa comparada a la naturaleza de nuestras mujeres.
Tzetzes también las asimila con otros démones ctónicos:
«Dicen que había una vez tres gorgonas. Las tres tenían un solo ojo que les permitía ver. Las tres tenían alas y láminas peludas como de dragón. Y la ferocidad de su mirada convertía en piedra a todo el que las miraba. También las llaman mormolicias, como Aristófanes dice en alguna parte. «valiente como una Mormo». Pero Tzetzes cree que mormólice significa «noche»» y Mormo significa «oscuridad».
Una versión tardía nos dice que las tres hijas de Forcis veían con un solo ojo, y los que las miraban se convertían en piedra. Por esta razón fueron llamadas gorgonas, porque el ‘miedo’ es llamado ‘gorgona’. De hecho, las tres hermanas eran de singular belleza (unius pulchritudinis); por eso se dice que veían con un solo ojo. Además, eran muy ricas en tierras. Por eso se las llamaba gorgonas, de ge oreges, es decir, ''cultivadores de la tierra'', pues ge en griego significa ‘tierra’ y en latín orgia significa ‘cultivo’. Cuando su padre murió, Medusa, la hija hija mayor, recibió su reino por sucesión. Perseo, el rey de Asia, la mató y tomó su reino. Esteno significa ‘debilidad’; Euríale significa ‘gran profundidad’ y Medusa ‘locura’ u ‘olvido’. Perseo es considerado una forma de virtud; mató a la gorgona con la ayuda de Minerva porque la virtud supera todos los miedos con la ayuda de la sabiduría.

## Perseo y Medusa

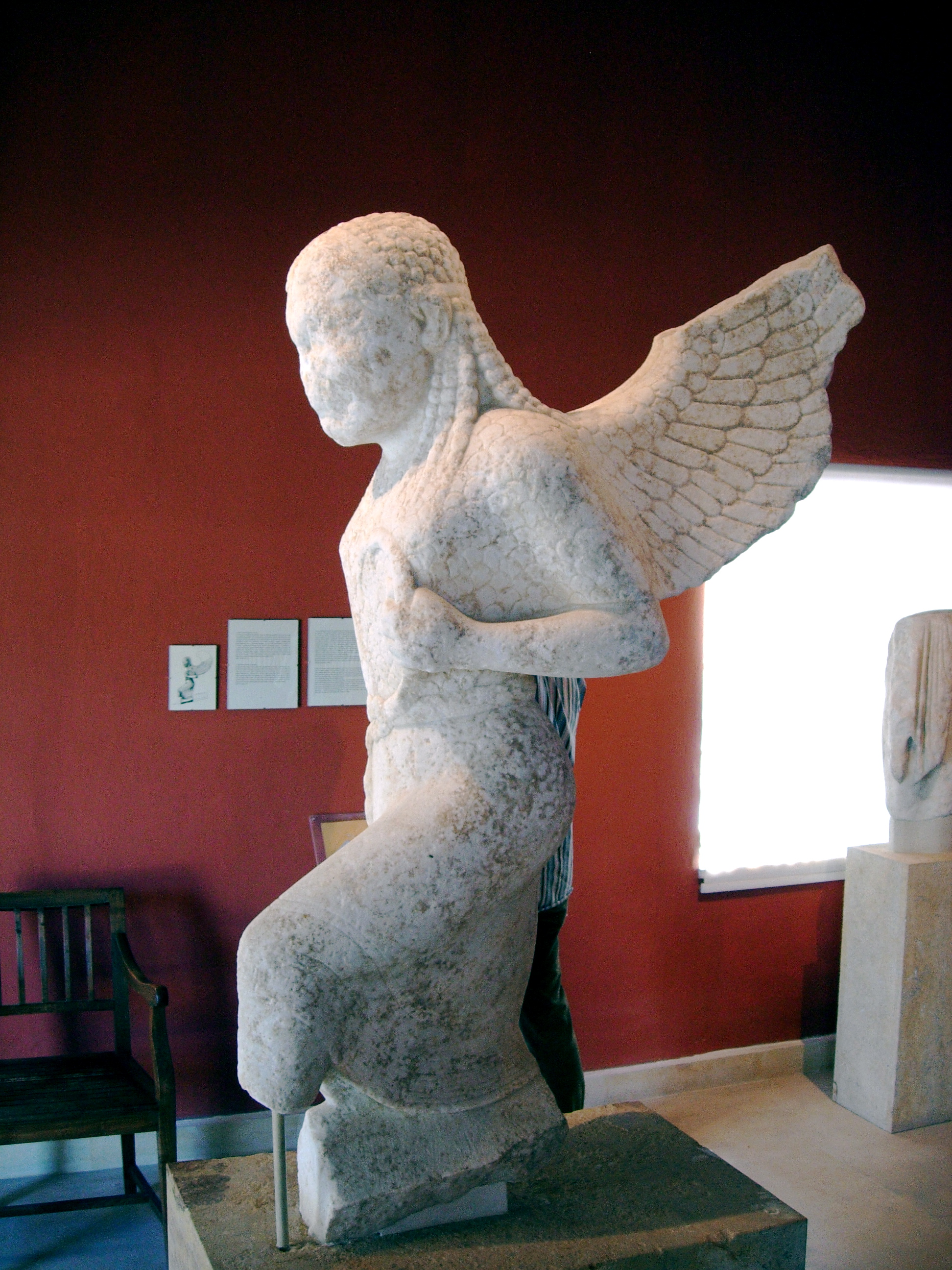
Estatua de una gorgona (Museo Arqueológico de Parikia, Paros).

En la Biblioteca mitológica de Apolodoro se proporciona un buen resumen del mito de las gorgonas. Ayudado por Hermes y Atenea, Perseo marchó al encuentro de las gorgonas. Con una hoz de acero recibida de Hermes llegó volando al Océano y sorprendió dormidas. Medusa era la única mortal, por eso Perseo fue enviado a buscar su cabeza. Las gorgonas tenían cabezas rodeadas de escamas de dragón, grandes colmillos como de jabalí, manos broncíneas y alas doradas con las que volaban; petrificaban a quien las miraba. Perseo se detuvo junto a ellas aún dormidas y, guiada su mano por Atenea, volviendo la mirada hacia el escudo de bronce en el que se reflejaba la imagen de la gorgona, la decapitó. Perseo guardó la cabeza de Medusa en el talego y emprendió el regreso. Las otras gorgonas despertaron de su sueño y lo persiguieron, pero no podían verlo pues iba cubierto con el yelmo. Algunos dicen que Medusa fue decapitada a causa de Atenea, pues esta gorgona había querido rivalizar en belleza con ella. Cuando Polidectes vio que Perseo era tan valiente, comenzó a temerle e intentó matarlo mediante un engaño, pero Perseo descubrió sus intenciones y le mostró la cabeza de la gorgona, y así su cuerpo quedó convertido en piedra.
Se dice que de la sangre que manaba del cuello de Medusa en el desierto salpicado dio vida entre las arenas en la forma de serpientes lisas de muchas clases, y así esa tierra todavía pulula con serpientes mortales hasta el día de hoy. Se dice que la égida era la piel de la gorgona Medusa, a la que Atenea desolló después de que Perseo le decapitase. Según otra versión Perseo enterró a Medusa en el mercado de Argos. Cuando Perseo regresó a Grecia con la cabeza de la gorgona, las gotas de sangre que cayeron al mar se convirtieron al instante en el coral conocido como “gorgonia” mientras que las que cayeron en el desierto se transformaron en serpientes. Según una tradición, Perseo o Atena usaron la cabeza de Medusa para petrificar a Atlas, transformándole en los montes Atlas, que sujetaban el cielo y la tierra.

## Poderes protectores y curativos
En la Antigua Grecia se usaba con frecuencia un Gorgoneion (cabeza de piedra, grabado o dibujo de un rostro de gorgona, a menudo con serpientes sobresaliendo salvajemente y con la lengua fuera de sus colmillos) como símbolo apotropaico que se ubicaba en puertas, muros, suelos, monedas, escudos, corazas y lápidas con la esperanza de alejar el mal. A este respecto las Gorgoneia son parecidas a las a veces grotescas caras de los escudos de soldados chinos, usados también en general como amuleto o protección contra el mal de ojo. En algunas de las representaciones más toscas, la sangre corriendo bajo la cabeza puede considerarse por error como una barba. Aunque las gorgonas puedan transformar a todo lo que las miren directo a los ojos en piedra. No significa que no existan excepciones, pues los que solían ser inmune a su maldición, eran los mandados por Hades a que vigilen a quienes roban sus almas atrapándolas en piedra. Estos vigilantes son los conocido demonios o almas con cuerpo.
Asclepio llegó a ser muy hábil en el empleo de medicamentos. No sólo curaba a los enfermos, sino que además Atenea le dio dos redomas con sangre de la gorgona Medusa; con la extraída de las venas de su lado izquierdo podía resucitar a los muertos, con la extraída de su lado derecho podía matar instantáneamente. Otros dicen que Atenea y Asclepio se repartieron la sangre entre ambos: él la utilizaba para salvar la vida, y ella para destruir la vida e instigar guerras. Atenea había dado anteriormente dos gotas de esa misma sangre a Erictonio, una para matar y la otra para curar, y ató las redomas a su cuerpo de serpiente con cintas doradas. Se decía que Heracles había obtenido un mechón del cabello de Medusa, que poseía los mismos poderes que la cabeza de Atenea y se lo había dado a Estérope, la hija de Cefeo, como protección para la ciudad de Tegea contra los ataques. De acuerdo con la idea posterior de Medusa como una hermosa doncella, cuyos cabellos habían sido transformados en serpientes por Atenea, la cabeza se representaba en las obras de arte con un rostro maravillosamente hermoso, envuelto en el tranquilo reposo de la muerte.

## Orígenes

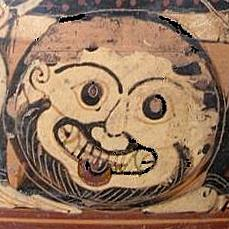
Gorgona protectora en el escudo de Aquiles en su enterramiento por Tetis. Hidria corintia de figuras negras, 560–550 a. C., Museo del Louvre.

El concepto de la gorgona es como mínimo tan antiguo en la mitología como Perseo y Zeus, si bien algunos investigadores creen que la diosa tiene orígenes primitivos en la antigua religión griega.
La arqueóloga Marija Gimbutas creyó ver el prototipo del Gorgoneion en los motivos artículos neolíticos, especialmente en las vasijas antropomórficas y máscaras de terracota con incrustaciones de oro. Los ojos grandes y centelleantes son un símbolo denominado «ojos divinos» por Gimbutas, que aparecen también en la lechuza de Atenea. Pueden ser representados por espirales, ruedas, círculos concéntricos, esvásticas, etcétera.
Los colmillos de las gorgonas son como los de las serpientes y probablemente procedan de los guardianes estrechamente relacionados con los conceptos religiosos griegos primitivos en los centros oraculares.

## Usos de la palabra
En paleontología destaca el uso de la palabra "górgona" para la descripción de la familia de reptiles mamiferoides conocida como "gorgonópsidos".